# Onthophagus paroculus
Onthophagus paroculus là một loài bọ cánh cứng trong họ Bọ hung (Scarabaeidae).